# Над темною водою
«Над темною водою» (рос. «Над тёмной водой») — російський художній фільм Дмитра Месхієва за сценарієм Валерія Тодоровського. З 2014 року заборонений до показу та поширення в Україні.

## Зміст
СРСР 60-тих. Прогулюючись набережною Ленінграду, молода дівчина з Харкова зустрічає трьох молодих чоловіків, які кожен по-своєму пов'язаний зі світом мистецтва. Усі вони вражені красою своєї нової знайомої, причому настільки, що пропонують їй руку і серце. Героїня вдоволена, але все ж перед нею стає вельми непростий вибір.

## Ролі
- Олександр Абдулов — Лев
- Юрій Кузнецов — Сергій
- Володимир Ільїн — Володимир
- Ксенія Качаліна — Лена
- Іван Охлобистін (у титрах — Іван Чужой) — син Льва
- Тетяна Лютаєва — Клара
- Сергій Курьохін — чоловік Клари
- Олександр Баширов — співробітник органів
- Віктор Павлов та ін.

## Знімальна група
- Автор сценарію: Валерій Тодоровський
- Режисер-постановник: Дмитро Месхієв
- Оператор-постановник: Павло Лебешев
- Художник-постановник: Наталія Кочергіна
- Композитор: Сергій Курьохін
- Звукооператор: Кирило Кузьмін
- Монтаж: Тамара Липартія
- Директор картини: Валерій Смоляков
- Продюсери: Натан Федоровський, Олександр Бухман

## Нагороди та номінації
- 1993 — МКФ в Таорміне — приз за найкращу жіночу роль (Ксенія Качаліна) і приз Silver Charybdis (Дмитро Месхієв)
- 1993 — номінації на премію «Ніка»[1]:
  - за найкращу операторську роботу (Павло Лебешев)
  - за найкращу музику до фільму (Сергій Курьохін)

## Технічні дані
- Виробництво: «Нікола-фільм»
- Художній фільм, кольоровий.
- Прокатне посвідчення № 11105101 від 31.07.2001
- Перший показ у кінотеатрі:
- Збори:
- Перший показ по центральному ТБ:
- Видання на DVD:
- Видання на VHS:
- Видання на mpeg4:
- Видання на інших носіях:
- Оригінал фільму зберігається в:

## Заборона до показу
З 9 грудня 2014 року Державне агентство України з питань кіно заборонило до показу та поширення в Україні фільм «Над темною водою» разом із ще 70-ма фільмами та серіалами за участю Івана Охлобистіна. За повідомленням відомства, заборона пов'язана із антиукраїнськими шовіністичними вчинками Охлобистіна, а також порушенням ним заборони на в'їзд до України. Незадовго до цього за заборону протестували активісти, зокрема учасники кампанії «Бойкот російського кіно».